# Józef Mützenmacher
Józef Mützenmacher (ur. jako Josek Mycenmacher 18 kwietnia 1903 w Mławie, zm. w 30 grudnia 1947 w Łodzi) – kadrowy działacz komunistyczny w Polsce, Niemczech i ZSRR, zastępca członka Komitetu Centralnego KPP, następnie agent i współpracownik polskiej policji politycznej. Znany był również pod pseudonimami „Mietek Redyko” (akronim od REwolucja, DYktatura, KOmunizm), „Mieczysław Mützenmacher”, „Urbański”, „Jan Bogusław Kamiński”, „Jan Alfred Reguła”, „J.A.R.”, „Jan Berdych”, „Kwiatkowski”, „Docent”, „Jan Roszkowski” i innymi.

## Lata 1919–1932

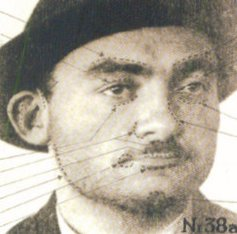
Józef Mitzenmacher w 1926 r.

Mycenmacher pochodził z żydowskiej rodziny robotniczej, jego ojciec był włókniarzem. W 1919 wstąpił do grupy komunistycznej Związku Zawodowego Przemysłu Drzewnego. Rok później, 2 maja 1920, wstąpił do Komunistycznej Partii Robotniczej Polski (KPRP).
W czasie wojny polsko-bolszewickiej w 1920 roku Mława była przez krótki czas okupowana przez Armię Czerwoną i wtedy to Mycenmacher piastował funkcję sekretarza Komitetu Miejskiego KPRP, będąc równocześnie członkiem Czerwonej Milicji Robotniczej. W czasie odwrotu wojsk sowieckich spod Warszawy Mycenmacher uciekł z Mławy i został aresztowany w Ciechanowie. W więzieniu przesiedział 6 tygodni. Po wypuszczeniu przedostał się do Niemiec, do Prus Wschodnich, gdzie wstąpił do Związku Komunistycznej Młodzieży Niemieckiej (Kommunistische Jugendverband Deutschlands – KJVD). Za udział w powstaniu marcowym w 1921 roku w Niemczech został aresztowany i osadzony w więzieniu w Królewcu.
Po zwolnieniu z więzienia wyjechał do ZSRR. Okres od czerwca 1920 do września 1924 spędzony w służbie dla Czerwonej Milicji Robotniczej, w więzieniu w Ciechanowie oraz w Prusach Wschodnich (w tym w więzieniu w Królewcu) władze partyjne zaliczyły mu do służby w Armii Czerwonej. W czasie pobytu w ZSRR był zastępcą kierownika szkoły wojskowej, prawdopodobnie tzw. Szkoły Czerwonych Dowódców. Do sierpnia 1924 był słuchaczem szkoły partyjnej i ukończył dwa kursy Komunistycznego Uniwersytetu Mniejszości Narodowych Zachodu (Коммунистический Университет Национальных Меньшинств Запада), równocześnie będąc członkiem tak zwanego Biura Polskiego przy Komitecie Centralnym Komsomołu. We wrześniu 1924 Mützenmacher był już w Polsce i przyjął pseudonim „Mietek Redyko”. Został skierowany do pracy w komunistycznym ruchu młodzieżowym, zajmując szereg stanowisk kierowniczych: był członkiem Komitetu Centralnego Komunistycznego Związku Młodzieży Zachodniej Białorusi, następnie został sekretarzem KC Komunistycznego Związku Młodzieży Zachodniej Ukrainy. W 1925 został wysłany do Czechosłowacji jako „delegat Polski” na międzynarodową konferencję bojówek komunistycznych w Morawskiej Ostrawie. Policja aresztowała uczestników konferencji i Mitzenmacher przesiedział w miejscowym więzieniu 8 miesięcy (1925–1926). Po wydaleniu z Czechosłowacji w sierpniu 1926 znalazł się z powrotem w Polsce i pracował w sekretariacie KC Komunistycznego Związku Młodzieży Polski, będąc równocześnie członkiem kierownictwa Młodzieżowej Międzynarodówki Komunistycznej. Polska policja aresztowała go w listopadzie 1926. Dwa lata przebywał w areszcie śledczym na Pawiaku, a po skazaniu go przez sąd na 5 lat więzienia został osadzony w więzieniu we Wronkach i w Rawiczu. Tu prawdopodobnie w końcu 1930 został zwerbowany do współpracy z policją.
Na początku 1931 został zwolniony z więzienia z powodu choroby serca. Rozpracowany i dokładnie przepatrzony przez KPP, wydelegowany został jako jeden z najwybitniejszych i najinteligentniejszych członków, mimo że samouk, na szkołę kominternowską pod Moskwą. Tu studiował razem z Józefem Różańskim, późniejszym pułkownikiem i dyrektorem Departamentu Śledczego Ministerstwa Bezpieczeństwa.
Po powrocie do Polski został skierowany przez partię do pracy jako sekretarz okręgu Komunistycznej Partii Polski (funk) w Zagłębiu Dąbrowskim. W 1932 został wybrany delegatem na VI Zjazd KPP, który się odbył między 9 a 18 października 1932 na terenie Białorusi sowieckiej. Na zjeździe został wybrany na zastępcę członka KC KPP, a po powrocie ze zjazdu rozpoczął pracę jako członek Sekretariatu Krajowego KPP.
6 czerwca 1933 przyjechał do Polski działacz komunistyczny Alfred Lampe, który stanął na czele Sekretariatu Krajowego. Dwa tygodnie później (20 sierpnia) został aresztowany przez policję w lokalu, w którym miał się spotkać z Mitzenmacherem.
Równocześnie zostali aresztowani przebywający w kraju członkowie KC KPP Zenon Nowak i Szymon Zachariasz, zastępca członka KC Adam Leśkiewicz, a także Albin Markuszewski, Aleksander Hiller i inni. Dla działaczy KPP stało oczywiste, że w jej szeregach, i to w kierowniczych kręgach, znajduje się konfident penetrujący całą organizację. Rola Mitzenmachera w rozgromieniu Sekretariatu Krajowego była tak łatwa do rozpracowania, że Ministerstwo Spraw Wewnętrznych i policja zdecydowały się na sfingowanie jego zabójstwa, co w naturalny sposób miało oddalić podejrzenia i zarzuty skierowane przeciwko niemu.
Cztery dni po aresztowaniu Lampego na łamach Ilustrowanego Kuriera Codziennego ukazał się artykuł, w którym donoszono, że w gliniance na drodze z Warszawy do Włoch (we Włochach mieszkał Mitzenmacher) znaleziono ciało mężczyzny, którego wygląd zewnętrzny zgadzał się z wyglądem Mitzenmachera. Zwłoki miały zmasakrowaną twarz i brak było przy nich dokumentów. Miały one na sobie autentyczne ubranie, buty, zegarek Mitzenmachera
i na tej podstawie jego żona, Rajsa Sztajn-Rajska, działaczka KPP, po dokonaniu pobieżnych oględzin w asyście policji, rozpoznała swego męża.
8 września 1933 roku ukazał się w Ilustrowanym Kurierze Codziennym kolejny artykuł donoszący, że wybitny komunista niemiecki został zamordowany w Warszawie. Równocześnie sugerowano, że mord został dokonany przez komunistów na komuniście. W tej sytuacji kierownictwo KPP było przekonane, że Mitzenmacher został zamordowany przez policję. Ogłoszono nekrolog i komunikaty kreujące go na bohatera partyjnego. Jego pogrzeb stał się manifestacją polityczną, w której wzięli udział zarówno komuniści, jak i pepeesowcy, bundowcy i inne osoby o przekonaniach lewicowych. W prasie komunistycznej w Polsce i ZSRR ukazały się liczne nekrologi i komunikaty. Nawet w więzieniu komuniści urządzili małą żałobną uroczystość dla uczczenia jego pamięci.

## Lata 1933–1939
Chroniony przez policję Mitzenmacher rozpoczął nowy etap swego życia, jako wybitny ekspert do spraw ruchu komunistycznego w Polsce. Ukryty w Bydgoszczy, przyjął nazwisko „Jan Bogusław Kamiński”. W okresie od jesieni 1933 do marca 1934 napisał Historię Komunistycznej Partii Polski w świetle faktów i dokumentów, którą wydał pod nowym nazwiskiem „Jan Alfred Reguła”. Książka ta stała się bestsellerem i w krótkim czasie jej nakład został wyczerpany. Jeszcze w tym samym roku ukazało się drugie wydanie, znacznie rozszerzone i poprawione.
Książka ta jest klasycznym policyjnym opracowaniem dokumentalnym, opartym na opublikowanych dokumentach KPP, które policja skrupulatnie zbierała. Mitzenmacher – jako wieloletni działacz aparatu partyjnego – znakomicie się orientował w zawiłościach meandrów politycznych i walkach wewnętrznych, stosunkach personalnych i podobnych kwestiach. Jest to kompetentne vademecum o centralnych działaczach KPP, a także o jej genezie i historii. Według Józefa Światły książka Reguły stała się szybko źródłowym i klasycznym niemal materiałem do nauki o komunizmie w Polsce. Do dziś (tj. do 1955) mówi się między towarzyszami, że jest to jedyna prawdziwa książka o Komunistycznej Partii Polski... Od momentu wydania tej monografii kręgi partyjne usiłowały rozwiązać zagadkę, kto kryje się pod pseudonimem „Jan Alfred Reguła” – działacze komunistyczni sądzili wówczas, że jest to Jan Demant.
W latach 1934–1939 Mitzenmacher, pod pseudonimem „Kwiatkowski”, był zatrudniony w Ministerstwie Spraw Wewnętrznych. Pracował z naczelnikiem Wydziału Społeczno-Politycznego, Bachem, i wiceministrem Henrykiem Kaweckim jako ekspert od ruchu komunistycznego.
Równocześnie rozwinął szeroką współpracę z różnymi organizacjami (działał aktywnie w Stowarzyszeniu Mężów Akcji Katolickiej na Grochowie w Warszawie) i czasopismami antykomunistycznymi, jak Mały Dziennik, Przegląd Powszechny, Bój z Bolszewizmem (red. Włodzimierz Rydzewski, Warszawa 1936–1937). W tym ostatnim pisemku „J.A.R.” (Jan Alfred Reguła) prowadził stałą kolumnę zatytułowaną Czerwona Tablica. Umieszczał tu krótkie notki biograficzne o poszczególnych działaczach KPP, np. Saulu Amsterdamie, Stanisławie Mertensie, Salomonie Jaszuńskim, Gustawie Reicher-Rwalu. Pisywał również na tematy aktualne, na przykład w artykule Kulisy walki w Hiszpanii omówił rolę partii komunistycznej w toczącej się wojnie domowej, a także jej powiązania z NKWD. W następnym numerze ukazał się jego artykuł Nowe morderstwa moskiewskie, w którym autor podaje nazwiska polskich komunistów wraz z krótkimi notkami biograficznymi:
- Henryk Stein-Domski – rozstrzelany
- Zofia Unszlicht-Osińska – rozstrzelana
- Karol Sobelson–Radek – aresztowany
- Klonowicz – rozstrzelany (bez notki biograficznej)
- Antoni Piwowarczyk – aresztowany
- Rozensztejn-Maksymowski – aresztowany (sprostowanie w nr. 3/1936, wiadomość nieprawdziwa)[31].

W tym samym numerze J.A.R. zamieścił krótką recenzję niemieckiej pracy zbiorowej Der Weltbolschewismus pod redakcją dra Adolfa Ehrta.
Autor recenzji zwraca uwagę na rozdziały dotyczące Polski, autorstwa Włodzimierza von Starzyńskiego i Jana Alfreda Reguły. J.A.R. zarzuca von Starzyńskiemu, że nazwał Wielkopolskę i Pomorze byłymi prowincjami niemieckimi. Na tym kończą się krytyczne uwagi recenzenta a ogólna ocena wypada nadzwyczaj pozytywnie. Autor na końcu recenzji wzywa do współpracy „w walce z międzynarodowym Komunizmem.”.
W następnym numerze zamieszczono informację, że książka Jana Alfreda Reguły „Historia KPP” została zaliczona do wydawnictw Instytutu Naukowego Badania Komunizmu.
W II Rzeczypospolitej, poza Ministerstwem Spraw Wewnętrznych, policją i II Oddziałem Sztabu Generalnego Wojska Polskiego, ruchem komunistycznym zajmowało się kilka instytucji cywilnych, między innymi Społeczna Rada Antykomunistyczna, Antykomunistyczne Porozumienie Prasowe i Instytut Naukowego Badania Komunizmu (INKB), który był jednostką wykonawczą Centralnego Biura Porozumiewawczego Organizacji Zwalczających Komunizm. Założycielem tego „Porozumienia” był ksiądz prałat Antoni Wincenty Kwiatkowski. Redaktorem Biuletynu Prasowego INKB był Henryk Glass i z nim to Mitzenmacher nawiązał współpracę. Na początku okupacji, w listopadzie 1939, Henryk Glass, posiadając archiwum INKB, wznowił jego działalność. Od lutego 1940, początkowo działająca bez nazwy, kontynuacja INKB występowała pod nazwą Agencja Antykomunistyczna, a następnie Antyk-Blok.
Zbiory INKB zostały przejęte, w bliżej nieokreślonych okolicznościach, przez Niemców i opiekę nad nimi powierzono Mitzenmacherowi.

## Lata 1939–1945

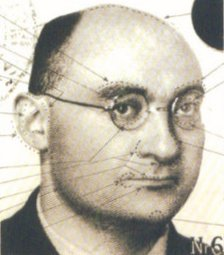
Józef Mitzenmacher w 1942 r.

Działalność Mitzenmachera w okresie okupacji 1939–1945 jest znana jedynie fragmentarycznie. Wiadomo, że na polecenie Niemców 16 stycznia 1941 r. został przyjęty do pracy w Bibliotece Publicznej w Warszawie, niejaki Jan Berdych, którego dyrektor Biblioteki Ryszard Przelaskowski, w 1958 r., zidentyfikował jako Mieczysława Mitzenmachera na podstawie fotografii, zamieszczonej w kwartalniku „Z Pola Walki”. Początkowo Mitzenmacher został zatrudniony w Dziale Bibliologii, a następnie od 1 września 1941 r. Niemcy postawili go na czele specjalnie dla niego utworzonego Działu Społecznego
Celem niemieckich władz okupacyjnych było utworzenie centrum dokumentacyjnego dotyczące polskiego ruchu lewicowego. Do nowego działu weszły:
1. Zbiory Muzeum Społecznego (w ilości ok. 22.500 jednostek inwentarzowych)[39].
2. Zbiory Instytutu Naukowego Badania Komunizmu (ok. 13.500 jednostek inwentarzowych.), którymi opiekował się Berdych w lokalu tego Instytutu

oraz
1. Książki i materiały o charakterze komunistycznym i socjalistycznym wydzielone przez Berdycha ze zbiorów Biblioteki (ok. 1.100 jednostek inwentarzowych.)[40].

Jak wspomina Ryszard Przelaskowski, w Bibliotece Jan Berdych przedstawił siebie, jako byłego komunistę, długo mieszkającego w ZSRR, który rozczarował się do komunizmu a teraz go zwalcza. W tym duchu napisał również swój życiorys. W rozmowach ujawnił swój udział w niemieckim Antikominternie i tym tłumaczył swe kontakty z Niemcami a szczególnie z jednym Niemcem z Berlina, który czasami przyjeżdżał do Warszawy. Berdych kontaktował się z Gestapo, gdyż jeden z pracowników Biblioteki widział go wychodzącego z gmachu Gestapo. Przelaskowski pamięta o wizycie Gestapo w Bibliotece poszukującego niejakiego Kamińskiego (jeden z przedwojennych pseudonimów Mitzenmachera). W stosunkach z Polakami Mitzenmacher – Berdych solidaryzował się z nastawieniem antyniemieckim i podkreślał swe kontakty z podziemiem. „Osobiście zaobserwowałem – pisze Przelaskowski – kontakty z kolejarzami i odniosłem wrażenie, że współpracuje konspiracyjnie”, odwiedzali go w Bibliotece. Pracownicy przyjęli go bardzo różnie, jedni uważali jego antykomunizm za fikcję, inni za bardzo niebezpiecznego agenta Gestapo. Przelaskowski uważał go za byłego zwolennika Trockiego, który przeszedł bez reszty na pozycje antykomunistyczne.
Większość nie darzyła go zaufaniem i prawdopodobnie, aby wejść głębiej w środowisko zawarł związek małżeński z bibliotekarką Danielą Stopczańską (ur. 1903). Jedna z koleżanek Stopczańskiej, bibliotekarka Elżbieta Skierkowska również ocenia małżeństwo Berdycha, jako zwykły kamuflaż mający mu ułatwić wejście w środowisko. W niecały rok po ślubie, na jesieni 1943 r. Daniela Stopczańska zmarła, rzekomo po zjedzeniu pomidorów. Została prawdopodobnie otruta. Skierkowska była na jej pogrzebie.
W marcu 1942 r. Berdych zażądał przekazania do jego działu depozytu złożonego przez Stefanię Sempołowską, która przez wiele lat zajmowała się pomocą i obroną działaczy lewicowych, tj. komunistów i socjalistów i zgromadziła bogatą dokumentację. W listopadzie tego roku w Bibliotece Publicznej zwolniono z pracy 50% pracowników umysłowych i 75% pozostałego personelu. Ten krok władz niemieckich dyr. Przelaskowski przypisuje Berdychowi.
17 listopada 1943 r. Gestapo aresztowało Berdycha w Bibliotece. Gestapowcy zgarnęli dość dużą grupę pracowników, sprowadzili ich do pomieszczenia w Dziale Społecznym, gdzie znajdował się Berdych z kajdankami na rękach i był pilnowany przez gestapowca uzbrojonego w pistolet maszynowy. Zatrzymane osoby, po pobieżnym sprawdzeniu dokumentów, zwolniono. „Wszystko to zrobiło na mnie wrażenie umyślnego, dosyć dekoracyjnego pokazania nam aresztowanego i wzbudziło przypuszczenie, że był to ukartowany przez Gestapo sposób głośnego zniknięcia Berdycha z Warszawy”.
Równocześnie z pracą dla Gestapo Mitzenmacher znalazł dostęp do Delegatury Rządu na Kraj. Został zatrudniony pod pseudonimem „Doktor” w sekcji antykomunistycznej Wydziału Bezpieczeństwa, Departamentu Spraw Wewnętrznych. Jakie zajmował stanowisko – zdania są podzielone. Jedni historycy i pamiętnikarze twierdzą, że był kierownikiem tej sekcji, natomiast J. Światło twierdzi, że nie był „szefem wywiadu, ale był jego pracownikiem”. Według Szwejgerta w Delegaturze nie wiedziano o jego współpracy z Niemcami. Teofil Głowacki pisze, że kontrwywiad AK go rozszyfrował i dlatego został przeniesiony przez Niemców najpierw do Białegostoku, a następnie do Krakowa.
To by tłumaczyło operetkowe aresztowanie na terenie Biblioteki Publicznej. Jedna z bibliotekarek widziała go po powstaniu warszawskim w Krakowie w mundurze kolejarskim. Józef Kowalski uważa, że był on agentem hitlerowskim nie tylko do „dywersyjnego penetrowania ruchu komunistycznego i wyławiania działaczy PPR, ale również do rozpracowywania obozu londyńskiego. Zdołał się wywindować na stanowisko kierownika antykomunistycznego wywiadu Delegatury Rządu”. Tego samego zdania jest również Marian Malinowski, który zajął się bliżej rolą Mitzenmachera w rozpracowywaniu grupy „Młot i Sierp” w remizie tramwajowej przy ul. Kawęczyńskiej w Warszawie, dowodzonej przez Izydora Koszykowskiego, ps. „Czarny”.
W kwietniu 1942 r., za pośrednictwem Jana Pleskota, dotarł do Koszykowskiego. Znając mentalność i atmosferę środowisk kapepowskich, zaprezentował się jako działacz związany z Kominternem. Zaproponował Koszykowskiemu i jego grupie wstąpienie do Polskiej Partii Robotniczej (PPR) i utworzenie wewnątrz partii tzw. „koła ścisłego”, w skład którego weszliby tylko kapepowcy. Sugerował, że komuniści traktując PPR jedynie jako przybudówkę, winni utworzyć sieć „kół ścisłych”, oddziałując na linię polityczną partii. Kiedy jednak zażądał od Koszykowskiego listy wybitniejszych działaczy komunistycznych z Warszawy, którą miał przekazać do ZSRR, ten zorientował się, z kim ma do czynienia. Ostrzegł przed nim najbliższych towarzyszy, sam planując ucieczkę na prowincję. Wcześniej jednak został aresztowany przez policję niemiecką, po ciężkim śledztwie, został zamordowany w egzekucji wśród 50 komunistów 16 października 1942.

## Lata 1945–1947
Józef Mitzenmacher przetrwał okupację. W nowej rzeczywistości politycznej, kiedy to komuniści objęli władzę, musiał się ukrywać i skrzętnie zacierać po sobie ślady. Józef Kowalski twierdzi, że Mitzenmacher poddał się operacji plastycznej twarzy. Przeniósł się do Wrocławia i pod nowym pseudonimem „Stanisław Różkowski” (inna pisownia: Roszkowski) był zatrudniony jako kierownik wydziału personalnego w Dyrekcji Kolei we Wrocławiu. Naturalnie wstąpił do PPR, został członkiem egzekutywy Komitetu Miejskiego PPR i jako czołowy aktywista partyjny odznaczony przez partię „Złotym Krzyżem Zasługi” za zasługi w kolejnictwie.
Z objawami ataku wątroby i kamieni żółciowych został przewieziony do szpitala Św. Anny we Wrocławiu dnia 17 listopada 1947 r. Wypisany 6 grudnia ze szpitala z rozpoznaniem ropnego zapalenia pęcherzyka żółciowego. Choremu zalecono, aby przez 4 tygodnie pozostawał pod obserwacją lekarza domowego. Nawrót choroby sprawił, że po świętach Bożego Narodzenia został przewieziony samolotem do Łodzi i umieszczony w klinice prof. Grota. 28 grudnia stracił przytomność i nie odzyskawszy jej zmarł 30 grudnia 1947 r., w wieku zaledwie 44 lat.
Józef Światło utrzymywał, że w sześć tygodni po jego śmierci Urząd Bezpieczeństwa Publicznego zidentyfikował Berdycha–Kamińskiego-Regułę itd. jako Józefa Mitzenmachera. Według ustaleń B. Gadomskiego nie odpowiadało to jednak prawdzie.
Informację o sfingowanej śmierci Józefa Mitzenmachera bezpieka uzyskała dopiero w dniu 12 sierpnia 1949 r. podczas przesłuchania Stefana Bakalarza, przed 1939 r. zastępcy kierownika Referatu Informacyjnego Wydziału Bezpieczeństwa w Departamencie politycznym MSW. Prowadzenie śledztwa w tej niecodziennej sprawie powierzono ppłk. Marianowi Steckiemu. Przeprowadzono śledztwo, włącznie z ekshumacją w r. 1951, celem stwierdzenia jego tożsamości. Wyniki tej ekshumacji nie są znane. Ciało Józefa Mitzenmachera po ekshumacji nie wróciło na miejsce spoczynku.

## Zakończenie
Dwa lata po śmierci Mitzenmachera, I Sekretarz PZPR Bolesław Bierut na III plenum KC PZPR aluzyjnie skomentował tę aferę: „Mamy w dziejach KPP wstrząsające swą istnie zbrodniczą i machiawelską perfidią przykłady prowokatorów, którzy na przestrzeni kilkunastu lat wyrządzali niepowetowane szkody ruchowi rewolucyjnemu. Ostatnio zdołaliśmy odkryć nowe wątki tych prowokacyjnych nici.” To był cały komentarz. Od tego momentu afera Mitzenmachera została na wiele lat objęta partyjnym tabu. Dopiero w latach 60. poszczególni autorzy wspomnień, a następnie zaufani partyjni historycy, bardzo oględnie mogli poruszać ten temat. Upłynęło następne dwadzieścia lat, kiedy to we Wrocławiu, w 1989 r. Niezależne Warsztaty Wydawnicze opublikowały przedruk książki Jana Alfreda Reguły: Historia Komunistycznej Partii Polski w świetle faktów i dokumentów. Wyd. II poprawione i uzupełnione. Następny przedruk czy raczej reprint, oznaczony jako wydanie III ukazał się w Toruniu, w 1994 r. w wydawnictwie „Portal” ze wstępem Witolda Pronobisa: Kim był naprawdę Jan Alfred Reguła. Po przełamaniu partyjnego tabu w 1989 r. w prasie ukazało się kilkanaście artykułów na temat Mitzenmachera. Bazują one na drugim wydaniu „Historii KPP” i na zeznaniach Józefa Światły, znakomicie opracowanych i opublikowanych przez Zbigniewa Błażyńskiego. Dla porządku trzeba odnotować jeszcze książkę Jacka Wilamowskiego i Andrzeja Zasiecznego: Tajemnice policji politycznej. Afera Joska Mitzenmachera. Autorzy sugerują, że podobno później (to jest po roku 1947) widziano Mitzenmachera w Izraelu.
Wydaje się konieczna uwaga na temat pisowni nazwiska Mitzenmacher. Otóż przed wojną nazwisko to pisano przez „ü” i taka pisownia Mützenmacher jest prawidłowa, gdyż tak się pisał nosiciel tego nazwiska. Dopiero po jego śmierci zaczęto używać spolszczonej pisowni.

## Wybrane prace
- Jan Alfred Reguła: Historia Komunistycznej Partii Polski w świetle faktów i dokumentów. Warszawa: 1934. ISBN 83-901295-0-7 (edycja z 1994). Brak numerów stron w książce wersja zdigitalizowana wydania 1934